# Viktorija Todorovska
Viktorija Todorovska (* 26. November 2000) ist eine ehemalige nordmazedonische Skilangläuferin. 

## Werdegang
Todorovska startete im Februar 2016 in Ravna Gora erstmals im Skilanglauf-Balkan-Cup und belegte dabei über 5 km Freistil und 10 km Freistil jeweils den 15. Platz. In der Saison 2016/17 erreichte sie in Mavrovo mit zwei dritten Plätzen über 5 km Freistil ihre ersten Podestplatzierungen im Balkancup und zum Saisonende den neunten Platz in der Gesamtwertung des Balkancups. Bei den nordischen Skiweltmeisterschaften 2017 in Lahti errang sie den 76. Platz im Sprint. In der folgenden Saison wurde sie mit Platz drei und zwei jeweils über 5 km Freistil in Mavrovo, Zehnte in der Gesamtwertung des Balkancups. Bei den Olympischen Winterspielen 2018 in Pyeongchang lief sie auf den 85. Platz über 10 km Freistil. Im folgenden Jahr belegte sie bei den nordischen Skiweltmeisterschaften in Seefeld in Tirol den 80. Platz im Sprint.